# Saint-Just-et-le-Bézu
Saint-Just-et-le-Bézu ist eine französische Gemeinde mit 50 Einwohnern (Stand 1. Januar 2022) im Département Aude in der Region Okzitanien. Sie gehört zum Kanton La Haute-Vallée de l’Aude und zum Arrondissement Limoux. 

## Lage
Das Gemeindegebiet ist Teil des Regionalen Naturparks Corbières-Fenouillèdes.
Nachbargemeinden sind Granès im Nordwesten, Rennes-le-Château im Norden, Bugarach im Osten, Saint-Louis-et-Parahou im Südosten und Saint-Julia-de-Bec im Südwesten. 

## Bevölkerungsentwicklung
| Jahr      | 1962 | 1968 | 1975 | 1982 | 1990 | 1999 | 2006 | 2015 |
| --------- | ---- | ---- | ---- | ---- | ---- | ---- | ---- | ---- |
| Einwohner | 73   | 53   | 44   | 55   | 54   | 62   | 65   | 43   |